# Gabriele Löwe
Gabriele Löwe, nata Kotte (Dresda, 12 dicembre 1958), è un'ex velocista tedesca orientale.

## Biografia
Gabriele è nata a Dresda nell'allora Repubblica democratica tedesca.
Nel 1979 ha vinto la medaglia d'oro nella Coppa del mondo di atletica leggera con la staffetta 4x400 m.
Nel 1980, ai Giochi Olimpici di Mosca, ha vinto la medaglia d'argento nella staffetta 4 x 400 metri insieme alle sue compagne di squadra Barbara Krug, Christina Lathan e Marita Koch. È giunta sesta nei 400 metri piani.
Si è sposata con il lanciatore di giavellotto Rainer Löwe.

## Palmarès
| Anno                                 | Manifestazione | Sede  | Evento      | Risultato | Prestazione | Note  |
| ------------------------------------ | -------------- | ----- | ----------- | --------- | ----------- | ----- |
| In rappresentanza della Germania Est |                |       |             |           |             |       |
| 1980                                 | Olimpiade      | Mosca | 400 m piani | 6ª        | 51"33       | [ 4 ] |
| 1980                                 | Olimpiade      | Mosca | 4x400 m     | Argento   | 3'20"35     | [ 5 ] |

## Campionati nazionali
- 1 volta campionessa nazionale tedesca orientale dei 400 metri piani (1979)

1979
- Oro ai campionati della Repubblica federale tedesca (Karl Marx Stadt), 400 m piani - 50"70

## Altre competizioni internazionali
1979
- Coppa Europa di atletica leggera ( Torino)
- Oro in Coppa Europa ( Torino), 4 × 400 m - 3'19"62
- Oro alla Coppa del mondo ( Montréal), Staffetta 4x400 m - 3'20"37